# Свято-Вознесенский собор (Магнитогорск)
Собо́р Вознесе́ния Госпо́дня — православный храм в городе Магнитогорске Челябинской области, кафедральный собор Магнитогорской епархии Русской православной церкви.

## Описание
Собор Вознесения Христова расположен на правом берегу реки Урал, в городе Магнитогорске, являющемся одним из крупнейших мировых центров чёрной металлургии. Открытый в 2004 году храм стал одним из немногих крупных и величественных церковных объектов, построенных в России за последнее десятилетие.
Центром нового большого храмового комплекса является семикупольный Вознесенский храм с пристройками и колокольней. Рядом с храмом расположена водосвятная часовня, а в соседнем здании разместились епархиальный духовно-просветительский центр имени священномученика Петра, митрополита Крутицкого, воскресная школа, епархиальное управление с домовой церковью и трапезной. Общая площадь храмового комплекса превышает три гектара, что делает его крупнейшим духовным центром всего Южного Урала.
Храм был построен по мотивам крестово-купольных храмов Древней Руси XIV—XV веков. Его архитектором стал Магнитогорский зодчий Анатолий Волобуев. Высшая точка купола достигает высоты 42 метра, а вместе с надкупольным крестом высота храма равна 52-м метрам. Оформлением интерьера и экстерьера храма руководил член Союза художников России Сергей Соломатин. Иконостас храма, высота которого 15 метров, а ширина — 25 метров, насчитывает 108 икон. В работе над ним принимали участие иконописцы из Троице-Сергиевой лавры.

## Строительство
Строительство Вознесенского храма было начато в 1989 году, но из-за возникших финансовых трудностей было остановлено. Возобновилось оно только лишь в 1998 году, в основном на средства Магнитогорского Металлургического Комбината. Начиная с 1999 года в финансировании строительства храма приняло участие более 300 предприятий и организаций города Магнитогорска, благотворительные взносы также поступали от частных предпринимателей и простых горожан.
Несмотря на то, что в храме ещё продолжались строительные работы, на Рождество 2003 года состоялось освящение его центрального придела и прошла первая служба. К концу года все основные строительные работы и роспись большинства икон были завершены, однако внутри храма продолжались работы по отделке интерьера. 10 декабря 2003 года в здании храма произошёл пожар, поставивший под угрозу, запланированное на лето 2004 года, освящение храма. При пожаре был сильно повреждён иконостас, также пострадали росписи под центральным куполом и алтарь, копотью были испорчены уцелевшие иконы. Однако, несмотря на все трудности освящение храма Вознесения Господня состоялось по плану — 16 июля 2004 года, в преддверии Дня металлурга и празднования 75-летнего юбилея города Магнитогорска.
1 июля 2005 года, по благословению Святейшего Патриарха Московского и Всея Руси Алексия II, Вознесенский храм был повторно освящён митрополитом Калужским и Боровским Климентом. В праздничной церемонии также принимали участие митрополит Челябинский и Златоустовский Иов, архиепископ Уфимский и Стерлитамакский Никон и архиепископ Екатеринбургский и Верхотурский Викентий. По окончании церемонии Владыка Климент передал в дар храму прообраз иконы Божьей Матери Владимирской и вручил патриаршие награды тем, кто внёс значительный вклад в строительство этого объекта.
В 2014 году Указом Святейшего Патриарха Московского и всея Руси Кирилла Храму Вознесения Господня г. Магнитогорска был присвоен статус Кафедрального собора и изменено название с «Храм Вознесения Господня» на «Кафедральный собор Вознесения Христова».